# 가오핑구

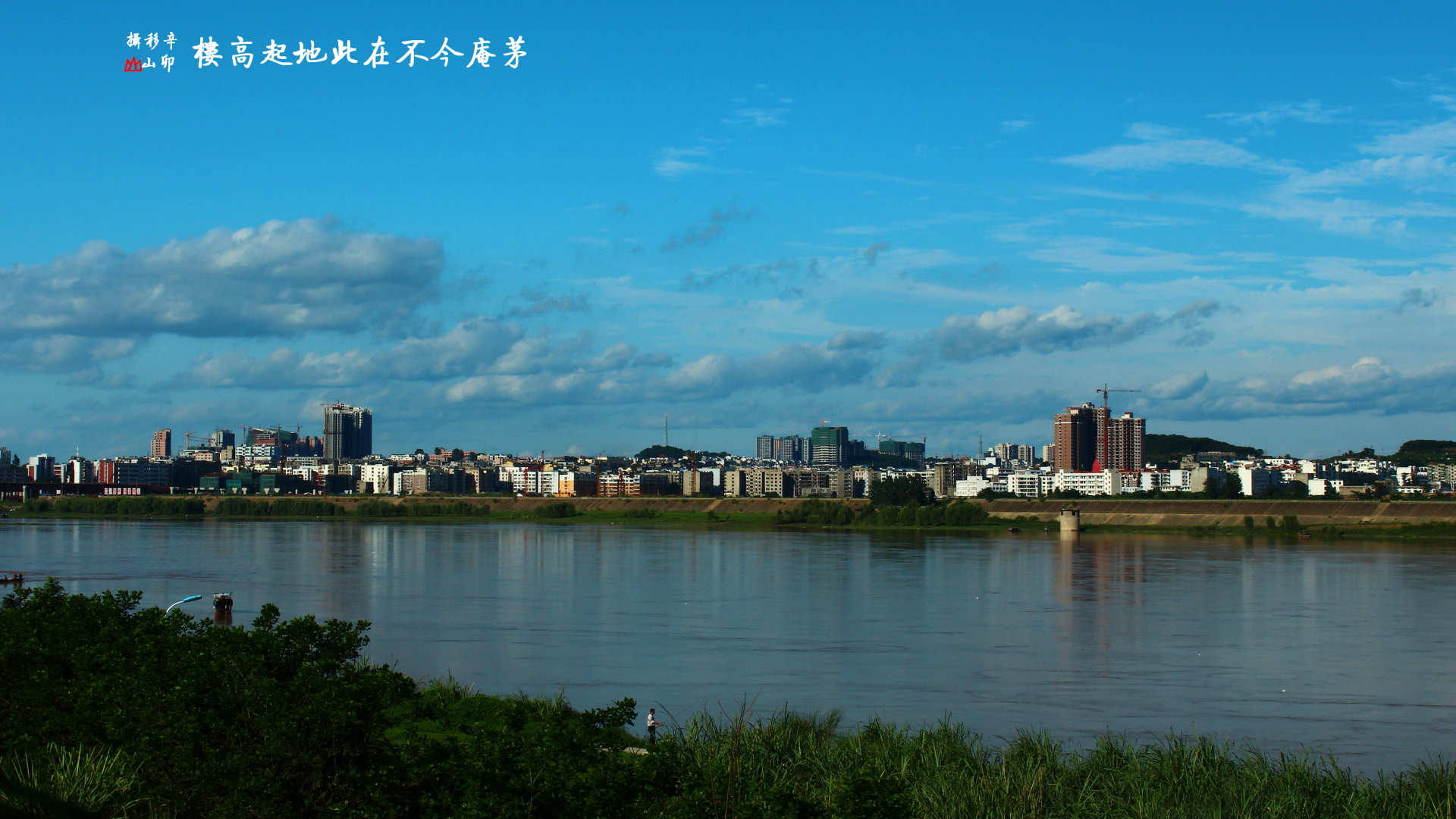

가오핑구(한국어: 고평구, 중국어: 高坪区, 병음: Gāopíng Qū)는 중화인민공화국 쓰촨성 난충 시의 현급 행정구역이다. 넓이는 812km2이고, 인구는 2007년 기준으로 590,000명이다.

## 기후
연평균 기온은 17.6°C이고 연평균 강수량은 1007mm이다.

## 행정 구역
2개 가도, 16개 진, 14개 향을 관할한다.
- 가도: 白塔街道, 清溪街道.
- 진: 小龙镇, 龙门镇, 江陵镇, 搽耳镇, 老君镇, 东观镇, 长乐镇, 胜观镇, 永安镇, 阙家镇, 石圭镇, 青居镇, 青莲镇, 都京镇, 会龙镇, 螺溪镇.
- 향: 走马乡, 喻家乡, 马家乡, 黄溪乡, 万家乡, 御史乡, 隆兴乡, 斑竹乡, 鄢家乡, 浸水乡, 溪头乡, 青松乡, 凤凰乡, 南江乡.